# Gronków

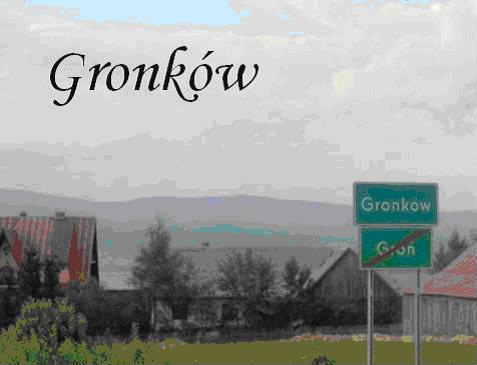
Gronków (Eingangsschild)

Gronków ist ein Dorf in der Woiwodschaft Kleinpolen in Powiat Nowotarski in Südpolen. Es gehört zur Landgemeinde Nowy Targ.

## Geografie
Gronków gehört zu den am stärksten besiedelten Dörfern im Landkreis Nowotarski. Das Dorf breitet sich auf 5 Kilometern im südwestlichen Teil des Landkreises Nowotarski aus. Die Lage der Häuser wurde durch den Bach Leśnica bestimmt. 
Auf dem Gebiet von Gronków gibt es viele Felsen. Den Cisowa-Felsen, auch das Cisowa-Felschen genannt, sieht man von der Straße Richtung Białka – Nowy Targ. Der Felsen ragt über das Gelände hervor. Südlich dem Cisowa-Felsen befindet sich der so genannte Kammfelsen, der ein bisschen niedriger ist.

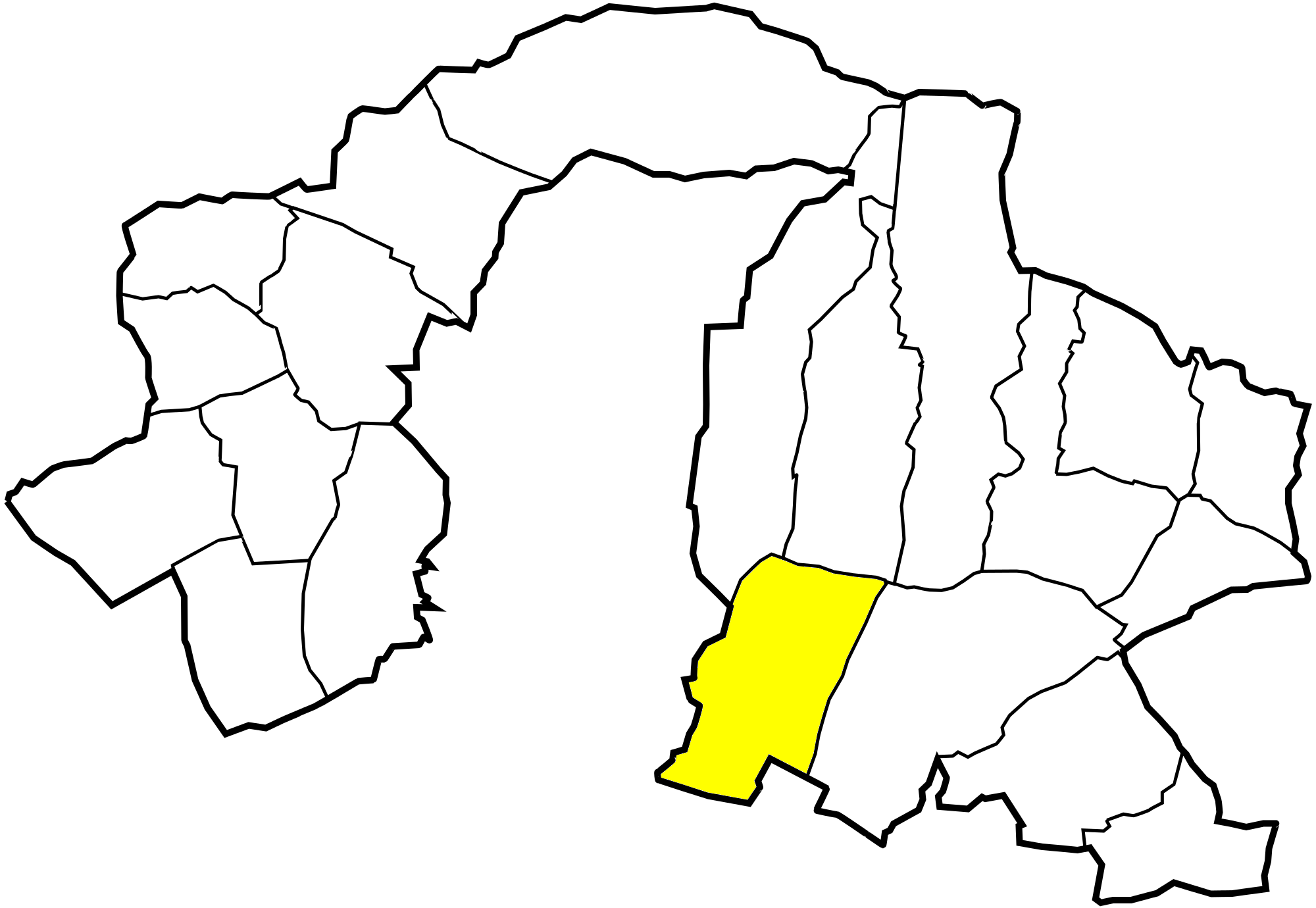
Dorf in der Gemeinde

## Geschichte
Im Jahr 1336 wurde die Stadt Nowy Targ nach dem Privileg des Königs Kasimir der Große gegründet, nach Magdeburger Recht auf 150 fränkischen Hufen, an der Stelle der im 13. Jahrhundert existierenden Siedlung Stare Cło (Antiquum Theoloneum). Diese Ortschaft Antiquum Thelonium bzw. Stare Cło (stare/antiquum – alt, cło/Thelonium – Zoll) wurde manchmal in der älteren Literatur an der Stelle des heutigen Gronkóws verortet, heute eher innerhalb der Stadt Nowy Targ. Gronków wurde erst im Jahr 1564 gegründet. In Jahren von 1975 bis 1998 gehörte das Dorf zur Woiwodschaft Nowy Sącz.